# Kotłowo (Litwa)
Kotłowo (lit. Katiliai; pol. hist. Kotłówka) – wieś na Litwie, w okręgu wileńskim, w rejonie wileńskim, w gminie Niemież.

## Historia
Pod zaborami zaścianek; w II Rzeczypospolitej folwark. W XIX i w początkach XX w. położone było w Rosji, w guberni wileńskiej, w powiecie wileńskim. Po I wojnie światowej pod administracją polską, w Zarządzie Cywilnym Ziem Wschodnich. W latach 1920–1922 w składzie Litwy Środkowej.
Od 11 kwietnia 1922 leżało w Polsce, w województwie wileńskim, w powiecie wileńsko-trockim, w gminie Rudomino. W 1931 miejscowość liczyła 76 mieszkańców, zamieszkałych w 13 budynkach.
Po II wojnie światowej w granicach Związku Sowieckiego. Od 1991 na niepodległej Litwie.